# Bob Boughner
Robert Douglas „Bob“ Boughner (* 8. März 1971 in Windsor, Ontario) ist ein ehemaliger kanadischer Eishockeyspieler und jetziger -trainer und -funktionär, der während seiner aktiven Karriere zwischen 1986 und 2006 unter anderem 695 Partien für die Buffalo Sabres, Nashville Predators, Pittsburgh Penguins, Calgary Flames, Carolina Hurricanes und Colorado Avalanche in der National Hockey League (NHL) auf der Position des Verteidigers bestritten hat. Zuletzt war er von Juli 2022 bis Dezember 2024 als Assistenztrainer bei den Detroit Red Wings tätig. Von Dezember 2019 bis Juli 2022 fungierte er als Cheftrainer der San Jose Sharks, nachdem er in der NHL zuvor bereits die Florida Panthers (2017–2019) in dieser Funktion betreut hatte. Zudem ist er seit April 2006 Mitbesitzer und Präsident der Windsor Spitfires aus der Ontario Hockey League (OHL).

## Karriere

### Als Spieler
Boughner spielte zwischen 1986 und 1988 zunächst in unterklassigen Juniorenligen Ontarios, ehe er in der OHL Priority Selection 1988 in der ersten Runde an sechster Stelle von den Sault Ste. Marie Greyhounds aus der Ontario Hockey League ausgewählt wurde. Diese verpflichteten den Verteidiger auf Anhieb und setzten ihn zwischen 1988 und 1991 drei Jahre lang ein. In seinem letzten Jahr gewann er mit den Greyhounds den J. Ross Robertson Cup, die Meisterschaftstrophäe der OHL.
Nachdem der Abwehrspieler bereits im NHL Entry Draft 1989 in der zweiten Runde an 32. Stelle von den Detroit Red Wings aus der National Hockey League ausgewählt worden war, wechselte er im Sommer 1991 in deren Organisation. In den folgenden drei Spieljahren kam Boughner allerdings – ob der großen Konkurrenz im Kader Detroits – nicht über einen Stammplatz in den Farmteams, den Toledo Storm aus der East Coast Hockey League und den Adirondack Red Wings aus der American Hockey League, hinaus. Aufgrund der aussichtslosen Situation sich für einen NHL-Platz in Detroit zu qualifizieren, wechselte der Defensivspieler daher im Juli 1994 als Free Agent zu den Florida Panthers. Auch wegen des Lockouts, der den Beginn der Saison 1994/95 verzögerte, fand sich Boughner erneut in den Farmteams wieder. Zunächst in der Saison 1994/95 bei den Cincinnati Cyclones in der International Hockey League, später in der Spielzeit 1995/96 bei den Carolina Monarchs in der AHL. Erst der Wechsel zu den Buffalo Sabres im Februar 1996 gegen ein Drittrunden-Wahlrecht im NHL Entry Draft 1996 bescherte dem Kanadier sein NHL-Debüt. Den Rest dieses und die beiden folgenden Spieljahre bis zum Frühjahr 1998 verbrachte er im Stammkader der Sabres, ehe er im NHL Expansion Draft 1998 von den neu gegründeten Nashville Predators ausgewählt wurde.
Diesem Franchise gehörte Boughner fast zwei Spieljahre an und hatte mit 13 Scorerpunkten sein bis dato produktivstes Jahr in der NHL. Im März 2000 verließ der Verteidiger Nashville, da sich die Pittsburgh Penguins im Austausch für Pavel Skrbek seine Dienste sicherten. Nach nur gut einem Jahr in Pittsburgh folgte im Sommer 2001 der Wechsel zu den Calgary Flames, wo er als Free Agent einen Vertrag unterzeichnete. Gemeinsam mit Craig Conroy bekleidete er dort in der Saison 2001/02 das Amt des Mannschaftskapitäns, anschließend das des Assistenzkapitäns. In seinem zweiten Jahr in Calgary verbesserte er seine persönliche Punktausbeute auf 17. Trotz der erfolgreichen Jahre in der kanadischen Olympiastadt wurde Boughner im Juli 2003 im Austausch für zwei Draftrechte an die Carolina Hurricanes abgegeben. Auch hier war sein Aufenthalt nicht von langer Dauer, da er noch im Verlauf der Spielzeit 2003/04 für Chris Bahen und erneut zwei Wahlrechte im Draft zur Colorado Avalanche transferiert wurde. Dort beendete er die Saison und pausierte das Spieljahr 2004/05 aufgrund eines erneuten Lockouts komplett. In der Saison 2005/06 ließ er seine Karriere im Trikot der Avalanche ausklingen und verkündete am 15. Juni 2006 sein Karriereende.

### Als Trainer
Gleich nach Beendigung seiner aktiven Karriere kaufte Boughner – gemeinsam mit dem ebenfalls ehemaligen NHL-Spieler Warren Rychel und Peter Dobrich – das kriselnde Franchise Windsor Spitfires aus der Ontario Hockey League. Während Rychel den Posten des Vizepräsidenten und General Managers übernahm, fand sich Boughner als Präsident wieder und übernahm zur Saison 2006/07 auch den Posten des Cheftrainers. In seinem zweiten Trainerjahr gewann Boughner die Matt Leyden Trophy als bester Trainer der OHL-Saison und im Anschluss auch den Brian Kilrea Coach of the Year Award der gesamten Canadian Hockey League. Diese Erfolge wiederholte er in der Saison 2008/09. Zudem gewann er mit dem Team sowohl den J. Ross Robertson Cup als auch den Memorial Cup. Des Weiteren errang er im darauffolgenden Sommer als Trainer einer kanadischen Juniorenauswahl die Goldmedaille beim Ivan Hlinka Memorial Tournament.
Auch die Spielzeit 2009/10 war für den Trainer überaus erfolgreich. Er verteidigte mit den Spitfires beide Titelgewinne des Vorjahres und wurde zum Cheftrainer der kanadischen Auswahl bei der U18-Junioren-Weltmeisterschaft 2010 in Belarus ernannt, die allerdings mit einem siebten Platz enttäuschend endete. Vor dem Spieljahr 2010/11 trat Boughner von seinem Posten als Cheftrainer der Windsor Spitfires zurück, da er ein Engagement als Assistenztrainer bei den Columbus Blue Jackets aus der National Hockey League angenommen hatte. Die Zusammenarbeit mit Boughner währte allerdings nur eine Spielzeit, sodass er zur Saison 2011/12 als Cheftrainer zu den Spitfires zurückkehrte. Diese Position füllte er bis zum Sommer 2015 aus, ehe er erneut ein NHL-Angebot annahm, um unter Cheftrainer Peter DeBoer als Assistenztrainer bei den San Jose Sharks zu arbeiten. Mit diesen erreichte er in der Saison 2015/16 das Finale um den Stanley Cup.
Im Juni 2017 wurde Boughner als neuer Cheftrainer der Florida Panthers aus der NHL vorgestellt. Das Team betreute er zwei Spielzeiten lang, verpasste die Playoffs allerdings jeweils und wurde im April 2019 entlassen. Seine Nachfolge trat Joel Quenneville an. Wenig später gaben die San Jose Sharks die Rückkehr von Boughner als Assistenztrainer bekannt, wo er weiterhin unter Peter DeBoer tätig war. Allerdings trat er bereits im Dezember 2019 dessen Nachfolge als Cheftrainer der Sharks an, nachdem DeBoer entlassen worden war. In den folgenden drei Spielzeiten gelang es Boughner jedoch nicht, die Sharks in die Playoffs zu führen. Im Juli 2022 wurde er gemeinsam mit seinen Assistenten John Madden und John MacLean von seinem Posten freigestellt. Wenig später verpflichteten ihn die Detroit Red Wings als neuen Assistenztrainer von Derek Lalonde. Beide wurden im Dezember 2024 nach ausbleibendem sportlichen Erfolg entlassen.

## Erfolge und Auszeichnungen
- 1991 J.-Ross-Robertson-Cup-Gewinn mit den Sault Ste. Marie Greyhounds

### Als Trainer
| - 2008 Matt Leyden Trophy - 2008 OHL First All-Star Team - 2008 Brian Kilrea Coach of the Year Award - 2009 J.-Ross-Robertson-Cup-Gewinn mit den Windsor Spitfires - 2009 Memorial-Cup-Gewinn mit den Windsor Spitfires - 2009 Matt Leyden Trophy | - 2009 OHL First All-Star Team - 2009 Brian Kilrea Coach of the Year Award - 2009 Goldmedaille beim Ivan Hlinka Memorial Tournament - 2010 J.-Ross-Robertson-Cup-Gewinn mit den Windsor Spitfires - 2010 Memorial-Cup-Gewinn mit den Windsor Spitfires |

## Karrierestatistik
(Legende zur Spielerstatistik: Sp oder GP = absolvierte Spiele; T oder G = erzielte Tore; V oder A = erzielte Assists; Pkt oder Pts = erzielte Scorerpunkte; SM oder PIM = erhaltene Strafminuten; +/− = Plus/Minus-Bilanz; PP = erzielte Überzahltore; SH = erzielte Unterzahltore; GW = erzielte Siegtore; 1 Play-downs/Relegation; Kursiv: Statistik nicht vollständig)

### NHL-Trainerstatistik
(Legende zur Trainerstatistik: Sp oder GC = Spiele insgesamt; W oder S = erzielte Siege; L oder N = erzielte Niederlagen; T oder U = erzielte Unentschieden; OTL oder OTN = erzielte Niederlagen nach Overtime oder Shootout; Pts oder Pkt = erzielte Punkte; Pts% oder Pkt% = Punktquote; Win% = Siegquote; Resultat = erreichte Runde in den Play-offs)